# Felice Rovida
Felice Rovida (Milano, 2 novembre 1897 – Milano, 10 marzo 1955) è stato un arbitro di calcio italiano.

## Carriera
Ha ottenuto la tessera di arbitro nel 1922 ed era tesserato e citato come arbitro del F.C. Internazionale di Milano.
Fu fra i fondatori del Gruppo Arbitri "Umberto Meazza" di Milano, istituito la serata di mercoledì 23 novembre 1927.
Ha esordito come arbitro nella massima serie quando il torneo nazionale era diviso in due gironi e si chiamava ancora Divisione Nazionale arbitrando a Roma il 9 ottobre 1927 la partita Roma-Hellas Verona (3-1).
Nelle due stagioni nelle quali ha arbitrato in Divisione Nazionale ha diretto 20 partite, compresa la finale scudetto di andata Bologna-Torino (3-1) giocata a Bologna il 23 giugno 1929.
Dopo la riforma dei campionati del 1929-1930, ha diretto 61 partite di Serie A. La sua ultima partita arbitrata nella massima serie è stata Livorno-Bologna (0-0) del 26 aprile 1934..
Nel biennio 1940-1941 è stato Presidente dell'Associazione Italiana Arbitri.